# آدریان ریچیوتی
آدریان ریچیوتی (انگلیسی: Adrián Ricchiuti؛ زادهٔ ۳۰ ژوئن ۱۹۷۸) بازیکن فوتبال اهل آرژانتین است.
از باشگاه‌هایی که در آن بازی کرده‌است می‌توان به باشگاه فوتبال کارپی، باشگاه فوتبال ویرتوس انتلا، باشگاه فوتبال کاتانیا، باشگاه فوتبال پیستویزه، باشگاه فوتبال جنوآ، باشگاه فوتبال لیورنو، باشگاه فوتبال اتلتیکو آرتزو، و باشگاه فوتبال ترنانا اشاره کرد.